# Campionato francese di tennis 1908
Il Campionato francese di tennis 1908 (conosciuto oggi come Open di Francia o Roland Garros) è stato la 18ª edizione del Campionato francese di tennis, riservato ai tennisti francesi o residenti in Francia. Si è svolto su campi in terra rossa del Racing Club de France (Blois de Boulogne) di Parigi in Francia.
Il singolare maschile è stato vinto da Max Décugis, che si è imposto su Maurice Germot. Il singolare femminile è stato vinto da Jeanne Matthey, che ha battuto A. Pean. Nel doppio maschile si sono imposti Max Décugis e Maurice Germot. Nel doppio femminile hanno trionfato Kate Fenwick e C. Matthey. Nel doppio misto la vittoria è andata a Kate Gillou Fenwick in coppia con Max Décugis.

## Seniors

### Singolare maschile
Max Décugis ha battuto in finale  Maurice Germotcon il punteggio di 6–2, 6–1, 3–6, 10–8.

### Singolare femminile
Kate Gillou Fenwick ha battuto in finale  A. Pean con il punteggio di 6–2, 6–2.

### Doppio maschile
Max Décugis /  Maurice Germot

### Doppio femminile
Kate Fenwick /  Cécile Matthey

### Doppio misto
Kate Gillou Fenwick /  Max Décugis hanno battuto in finale  A. Pean /  Etienne Picard con il punteggio di 6–4, 6–2.